# توم بوينتون
توم بوينتون (بالإنجليزية: Tom Pointon)‏ (1890 في المملكة المتحدة - ) هو لاعب كرة قدم بريطاني (وحمل سابقاً جنسية المملكة المتحدة لبريطانيا العظمى وأيرلندا) في مركز جناح ‏. لعب مع برمنغهام سيتي وكوفنتري سيتي ونادي والسول ونونيتون بورو ‏ ونادي تاموورث وRedditch United F.C. ‏.